# Mendes Pimentel
Mendes Pimentel é um município brasileiro do estado de Minas Gerais. Sua população recenseada em 2022 era de 5 606 habitantes, segundo dados do IBGE. Localiza-se no Vale do Rio Doce.
Mendes Pimentel, é uma cidade localizada na região leste de Minas Gerais; as principais atividades econômicas são a pecuária e agricultura.

## História
A região começou a ser povoada na década de 20, por pioneiros vindos de várias regiões para ocupar a terra e cultivá-la. A região, até então, era ocupada por povos indígenas. Os posseiros começaram a chegar em grande número e ocupavam a terra.
Em 1930, chega o padre franciscano Frei Inocêncio que trabalhou nas regiões de Itambacuri, São Mateus, Rio Doce por mais de 40 anos. Viagens que fazia em lombo de burro, sendo um grande conhecedor da região. Frei Inocêncio celebrou a primeira missa embaixo de uma árvore, às margens do Ribeirão Mantena em 19 de setembro de 1930.
O Sr. João Lourindo fez a doação das terras para o Patrimônio. Frei Inocêncio marcou o local para a construção da capela do Senhor Bom Jesus e disse que este local passaria a se chamar Patrimônio de Bom Jesus. Com a notícia do novo Patrimônio, os forasteiros foram chegando, construindo casas, abrindo comércios e povoando a área.
Em 1935 foram nomeadas duas autoridades, o Juiz de Paz Sr. Antônio Damazinho e o delegado Sr. João Coelho de Bastos.
Em 1938 o povoado de Bom Jesus foi elevado à categoria de distrito pertencendo a Conselheiro Pena. Então, instala-se o cartório de registro civil e tem como seu titular Matheus Lougon Moulin, vindo de Conselheiro Pena. Em 1 de janeiro de 1944 passou a pertencer ao município de Mantena.
Em 1946 após a ditadura de Vargas, veio a primeira eleição em 3 de outubro de 1946. Pertencendo a Mantena, o distrito elegeu 4 vereadores, José de Souza Ferreira, Matheus Moulin, Jarbas Rezende Boechat e Celso Rodrigues.
Em 1953, Bom Jesus de Mantena passa a ser chamada de Mendes Pimentel. O nome do primeiro reitor da UFMG, Francisco Mendes Pimentel, foi escolhido pelo governador do Estado, Benedito Valadares. Foi essa a exigência que ele fez para promulgar a lei que criava o município. Essa lei foi publicada em 12 de dezembro de 1953, com a primeira eleição marcada para 3 de outubro de 1954.
Nas eleições havia o candidato lançado pelo ex-intendente Fernandinho, o Sr. Jarbas Rezende Boechat. A oposição lança como candidato Sr. José de Souza Ferreira, que venceu a eleição com 77% dos votos válidos, tornando-se o primeiro prefeito de Mendes Pimentel.
Os outros eleitos foram:
Vice-prefeito: Isalpino Carlos de Oliveira.
Vereadores: José Ludovino de Oliveira, Olávio Veríssimo Fagundes, Donato José Teixeira, Antônio Pamaroli, Waldir de Oliveira, Celso Rodrigues, Anedino Clara Ferreira, Ormindo Gomes Barreto, Sebastião Ferreira dos Santos.
A posse foi presidida e validada pelo Juiz de Direito da Comarca de Mantena, Dr. Onofre Estevam Otoni.